# Acondrogénesis
La acondrogénesis es un grupo de enfermedades que se caracterizan por una grave afectación en el desarrollo del hueso y el cartílago, provocando miembros y tronco muy cortos, así como diferentes trastornos del esqueleto. Son el grupo más grave de las osteocondrodisplasia. Los niños afectados mueren generalmente antes de nacer o poco después del parto.  Se distinguen 3 formas de la enfermedad que se denominan 1A,  1B y 2. La frecuencia de aparición es escasa, por lo que se considera una enfermedad rara, presentándose aproximadamente un caso por cada 50.000 nacimientos. Las formas 1A y 1B se heredan según un patrón autosómico recesivo, mientras que la 2 es de tipo autosómico dominante y casi siempre se debe a una mutación nueva por lo que no se hereda de los progenitores.